# Třída DDG(X)
Třída DDG(X) je perspektivní lodní třída raketových torpédoborců Námořnictva Spojených států amerických.

## Vývoj
DDG(X) představují torpédoborce nové generace. Jsou reakcí na vyčerpání modernizačního potenciálu torpédoborců třídy Arleigh Burke, jejichž prototyp byl dodán roku 1991. Vývojem plavidla byla roku 2022 pověřena americká loděnice Huntington Ingalls Industries (HII). Stejná loděnice byla i hlavním dodavatelem třídy Arleigh Burke. Při vývoji nové třídy mají být využity již osvědčené technologie.